# Xã Dailey, Quận Mille Lacs, Minnesota
Xã Dailey (tiếng Anh: Dailey Township) là một xã thuộc quận Mille Lacs, tiểu bang Minnesota, Hoa Kỳ. Năm 2010, dân số của xã này là 234 người.